# Колтакова, Надежда Викторовна
Надежда Викторовна Колтакова (4 июня 1992, Курбатово, Нижнедевицкий район, Воронежская область) — российская футболистка, защитница московского «Динамо». Выступала за сборную России.

## Биография

### Клубная карьера
Воспитанница звенигородского УОР, первый тренер Сергей Томилин. На взрослом уровне дебютировала в 2009 году в команде «Звезда» (Звенигород), игравшей в высшей лиге России, провела в её составе два сезона.
В 2011 году перешла в клуб «Россиянка», в его составе стала чемпионкой России сезона 2011/12 и серебряным призёром в сезоне 2012/13. Выступала за эту команду до 2014 года сыграв 45 матчей в чемпионатах России, также принимала участие в играх еврокубков. В 2015 году перешла в «Зоркий», где сыграла 6 матчей и пропустила часть сезона из-за травмы.
В начале 2016 года была на просмотре в белорусском клубе «Надежда», но в итоге оказалась в команде российской первой лиги «Дончанка» (Азов). В 2017 году вместе с «Дончанкой» выступала в высшей лиге.
В 2018 году перешла в клуб «Рязань-ВДВ», с которым стала чемпионкой России и финалистом Кубка страны того же сезона. С 2021 по 2024 годы играла в «Ростове». В январе 2025 года перешла в московское «Динамо».

### Карьера в сборной
Выступала за юниорскую и молодёжную сборную России. Участница молодёжного чемпионата Европы 2011 года, стала автором первого гола сборной России на турнире.
В национальной сборной России сыграла дебютный матч 14 февраля 2013 года против Финляндии, заменив на 73-й минуте Наталью Русских. Затем в течение пяти лет не выступала за сборную, в 2018 году вернулась в состав команды и сыграла ещё 7 матчей в 2018—2019 годах.